# Marko Yli-Hannuksela
Marko Juhani Yli-Hannuksela (Ilmajoki, 21 dicembre 1973) è un ex lottatore finlandese, specializzato nella lotta greco-romana.

## Palmarès

### Olimpiadi
- Argento a Atene 2004 nei 74 kg
- Bronzo a Sydney 2000 nei 76 kg